# Brezula
Brezula este o localitate din comuna Rače - Fram, Slovenia, cu o populație de 256 de locuitori.